# Akustooptischer Modulator
Ein akustooptischer Modulator (AOM, auch Bragg-Zelle) ist ein optisches Bauelement, das einfallendes Licht in Frequenz und Ausbreitungsrichtung oder Intensität beeinflusst, moduliert. Hierzu wird in einem transparenten Festkörper mit Schallwellen ein optisches Gitter erzeugt. An diesem Gitter wird der Lichtstrahl gebeugt und gleichzeitig in seiner Frequenz verschoben.

## Aufbau und Funktionsweise

Prinzip eines AOMs (Einsatz zur Amplitudenmodulation des abgelenkten Strahls)

Ein akustooptischer Modulator besteht traditionell aus einem durchsichtigen Quader (z. B. Quarzglas oder ein Kristall), in dem mittels eines Piezoschwingers Körperschall (Ultraschall) erzeugt wird. Gegenüber dem Piezoerreger befindet sich ein Schallabsorber, um Reflexionen und stehende Wellen zu vermeiden.
Weiterhin gibt es auch faseroptische akustooptische Modulatoren. Sie bieten geringere Einfügedämpfung, bessere Strahlqualität und eine leichtere Integration in faseroptische Systeme. Solche All-Fiber AOM's nutzen entlang der Faser laufende transversale oder longitudinale akustische Wellen. Letztere können z. B. ihrerseits im Faserkern befindliche Faser-Bragg-Gitter modulieren.
Die Ablenkung des Lichts in einem traditionellen akustooptischen Modulator funktioniert nach dem Prinzip der Beugung von Licht an einem optischen Gitter. Das optische Gitter besteht aus den Dichteschwankungen der den Kristall durchlaufenden Schallwelle.
Die Schallwelle mit Frequenzen {\displaystyle f} von typischerweise 10 bis 2000 MHz bewirkt im Kristall eine periodische Änderung der Dichte und damit eine periodische Modulation des Brechungsindex. Der Abstand {\displaystyle \Lambda } dieser „Gitterlinien“ ist gleich der Wellenlänge {\displaystyle \lambda _{\mathrm {Schall} }} der Ultraschallwelle und lässt sich aus der Schallgeschwindigkeit {\displaystyle c_{\mathrm {Schall} }} und der Schallfrequenz {\displaystyle f} berechnen zu
{\displaystyle \lambda _{\mathrm {Schall} }={\frac {c_{\mathrm {Schall} }}{f}}}.
Für den Kristall wird meist LiNbO3 oder PbMoO4 für sichtbares Licht und nahes Infrarot sowie Ge für mittleres Infrarot verwendet. Typische Schallgeschwindigkeiten in solchen Kristallen liegen zwischen 3700 und 4300 m/s. Eine Frequenz von 195 MHz ergibt eine Gitterkonstante von 19 bis 22 μm. Dies sind typische Werte. Der genaue Wert hängt von der verwendeten Ultraschallfrequenz und der Schallgeschwindigkeit des verwendeten Mediums ab.
Typischerweise ist der Querschnitt des einfallenden Lichtbündels deutlich größer als die räumliche Periode der Brechungsindexmodulation, und da die Lichtgeschwindigkeit sehr viel größer als die Schallgeschwindigkeit ist, kann man näherungsweise annehmen, dass das Licht eine statische Brechungsindexmodulation sieht und eine konstruktive Interferenz des Lichtes für die Braggwinkel {\displaystyle \Theta _{m}} mit
{\displaystyle \sin(\Theta _{m})={\frac {\lambda _{m}}{2\Lambda }}}
erfährt, wobei {\displaystyle \lambda _{m}} die Wellenlänge des Lichtes im Kristall und {\displaystyle \Lambda } die Periode der Brechungsindexmodulation sind.
Das gestreute Licht erfährt eine Doppler-Frequenzverschiebung mit der Frequenz {\displaystyle \Omega } des Ultraschalls. Der Vorgang ähnelt der Reflexion an einem bewegten Spiegel.
Eine andere, dazu äquivalente Betrachtungsweise betrachtet die Schallwelle im Festkörper als Phononen, die mit den Photonen des Lichts wechselwirken. Die Ablenkung des Lichts kommt dadurch zustande, dass der Impuls der Phononen zum Impuls der Photonen vektoriell addiert wird:
{\displaystyle \hbar {\vec {k}}_{\text{Photon, vorher}}+\hbar {\vec {k}}_{\text{Phonon}}=\hbar {\vec {k}}_{\text{Photon, nachher}}}
Hierbei ist {\displaystyle \hbar ={\tfrac {h}{2\pi }}} die reduzierte Planck-Konstante und {\displaystyle k} der Wellenvektor der Photonen bzw. Phononen.
In dieser Betrachtungsweise folgt aus der Energieerhaltung, dass sich durch die Wechselwirkung die Frequenz des Lichts um die Frequenz der Schallwelle ändert:
{\displaystyle h\nu _{\text{Photon, vorher}}+h\nu _{\text{Phonon}}=h\nu _{\text{Photon, nachher}}}
Hier ist {\displaystyle h} die Planck-Konstante und {\displaystyle \nu _{\text{Photon}}} die Frequenz des Lichts, also der Photonen. Der Ausdruck {\displaystyle \nu _{\text{Phonon}}} bezeichnet die Frequenz der Schallwelle. Die Frequenz des Lichts wird also genau um die Frequenz der Schallwelle verschoben.
Die relative Frequenzverschiebung des Lichtes ist sehr klein, da die Ultraschall-Frequenz (≈ 107 … 109 Hz) wesentlich kleiner als die Frequenz des Lichts (≈ 1014 … 1015 Hz) ist. Sie ist jedoch für einige Anwendungen wesentlich.

## Anwendungen

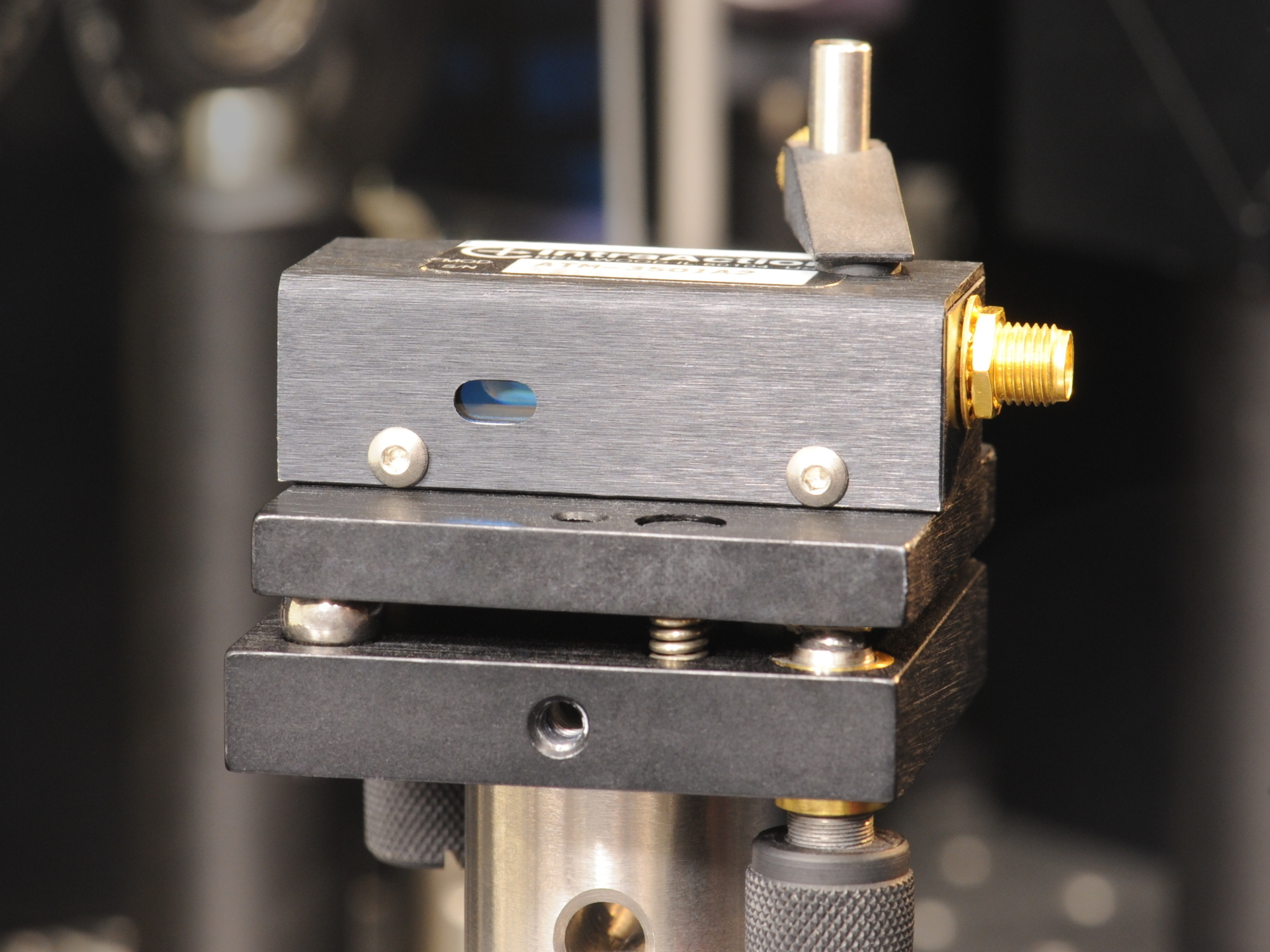
Ein AOM zur Frequenzverschiebung (hier 175 MHz) von Laserstrahlung (hier Nahinfrarot 700…1100 nm); Strahlweg: ovales Fenster, rechts: koaxialer HF-Anschluss

AOM werden zur Manipulation von Laserstrahlung verwendet. Die Anwendungen lassen sich folgendermaßen gliedern:
- Schnelles Schalten
  - Güteschaltung in gepulsten Lasern.
  - Blanking bei scannenden Verfahren wie bestimmte Verfahren der Fotolithografie oder Lasershows.

- Ablenkung und Modulation
  - Elektrisch steuerbare Ablenkung eines Laserstrahls, z. B. für automatisches Justieren der Strahlposition. Im besten Fall hat das dafür verwendete Maximum erster Ordnung ({\displaystyle m=1}) über 90 % der Strahlintensität; der Rest geht verloren (nicht abgelenkt oder höhere Ordnungen)
  - Amplitudenmodulation des Laserstrahls durch Ablenkung in einen Absorber. Dies beruht darauf, dass bei geringer Intensität der Schallwelle der abgelenkte Anteil des Strahls proportional zur Schallintensität ist.
  - Einbringen zeitlich periodischer Verluste in einen Laserresonator, zur aktiven Modenkopplung des Lasers, sorgt für gepulsten Betrieb.

- Frequenzverschiebung
  - Heterodyn-Interferometer,
  - Erzeugung laufender Interferenzmuster zwischen dem ursprünglichen Laserstrahl und dem durch den AOM-frequenzverschobenen Laserstrahl,
  - Anwendungen in der hochauflösenden Spektroskopie und für Manipulation von Atomen in Ionenfallen,
  - Laser-Doppler-Anemometrie, um die Bewegungsrichtung zu bestimmen,
  - Laser-Doppler-Vibrometrie.

- Frequenzselektion
  - Auswahl der Farbe für mehrfarbige Lasershows.